# Scharnebeck

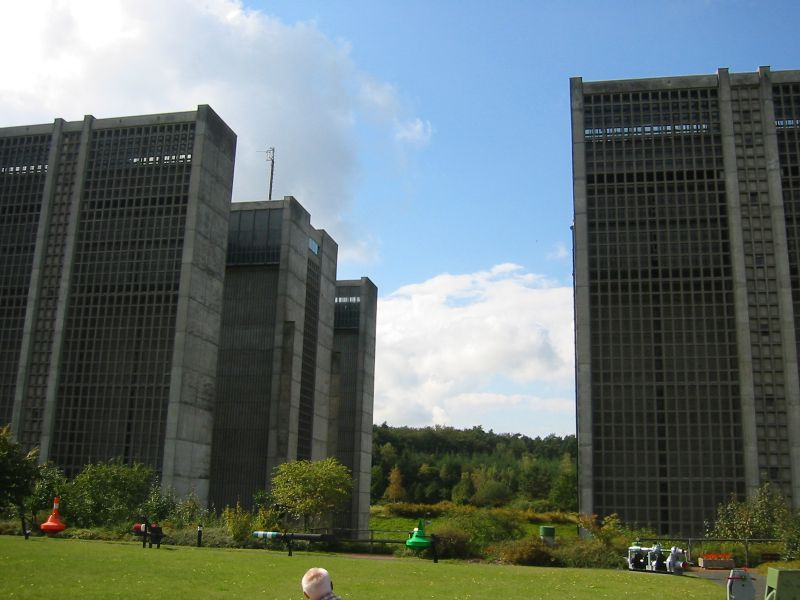
Podnośnia statków w Scharnebeck na Kanale Bocznym Łaby

Scharnebeck – miejscowość i gmina położona w niemieckim kraju związkowym Dolna Saksonia, w powiecie Lüneburg. Jest siedzibą (niem. Samtgemeinde) gminy zbiorowej Scharnebeck.

## Położenie geograficzne
Scharnebeck leży ok. 7 km. na północny wschód od Lüneburga. Od wschodu sąsiaduje z gminą Rullstorf, od południa z gminą Reinstorf z gminy zbiorowej Ostheide, od zachodu z Adendorfem, a od północy graniczy z gminami Brietlingen i Echem. Na terenie gminy krzyżują się dwa kanały: Kanał Boczny Łaby (niem.Elbe-Seitenkanal) oraz Kanał Neetze biegnący równolegle do rzeki Neetze.

## Dzielnice  gminy
W skład gminy Scharnebeck wchodzą następujące dzielnice: Lentenau, Nutzfelde.

## Historia
Nazwa miejscowości Scharnebeck została po raz pierwszy wzmiankowana w roku 1231. W roku 1231 został przeniesiony z miejscowości Steinbeck do Scharnebeck klasztor cystersów. Do dziś w Scharnebeck jest zachowany budynek dawnej domeny rycerskiej z 1510.

## Atrakcje
W Scharnebeck można podziwiać kunszt sztuki budowlanej – podnośnię statków, będącą jednym z największych tego typu obiektów na świecie. 15 czerwca 1976, kiedy została oddana do użytku, była z wysokością podnoszenia statków 38 metrów największą podnośnią na świecie. Jej budowa była związana w budową Kanału Bocznego Łaby i podyktowana tak znaczną różnicą wysokości terenu w tym miejscu. Spełnia rolę śluzy wodnej (tzw. śluza windowa).

## Komunikacja
W odległości ok. 5 km na południe od Scharnebeck znajduje się początek autostrady A39 (w roku 2010 zmieniono  numerację z A250 na A39) w Lüneburgu. Również tu krzyżują się drogi krajowe B4, B209 i B216. Szczególnie ważna jest autostrada A39,  zapewniająca szybką łączność z Hamburgiem i siecią autostrad w północnych Niemczech.

## Oświata
W Scharnebeck są wszystkie typy placówek oświatowych:
- szkoła podstawowa
- Elbmarsch-Realschule i  Hauptschule
- Gimnazjum Bernharda Riemanna

Wszystkie te szkoły tworzą centrum oświatowe.